# Wheeler megye (Oregon)
Wheeler megye az Amerikai Egyesült Államokban, azon belül Oregon államban található. Megyeszékhelye és legnagyobb városa Fossil. Lakosainak száma 1451 fő (2020. április 1.).

## Szomszédos megyék
- Gilliam megye (észak)
- Morrow megye (északkelet)
- Grant megye (kelet)
- Crook megye (dél)
- Jefferson megye (nyugat)
- Wasco megye (északnyugat)

## Népesség
A megye népességének változása:
| Lakosok száma | 1448 | 1417 | 1419 | 1381 | 1358 | 1451 |
|               | 2010 | 2011 | 2012 | 2013 | 2015 | 2020 |